# Bartosz Frankowski
Bartosz Frankowski (23 september 1986) is een Pools voetbalscheidsrechter. Hij is in dienst van FIFA en UEFA sinds 2014. Ook leidt hij sinds 2011 wedstrijden in de Ekstraklasa.
Op 24 juli 2014 maakte Frankowski zijn debuut in Europees verband tijdens een wedstrijd tussen IFK Göteborg en Győri ETO in de voorrondes van de UEFA Europa League; het eindigde in 0–1 en de Poolse leidsman gaf vier gele kaarten en één rode. Zijn eerste interland floot hij op 23 mei 2014, toen Slowakije met 2–0 won van Montenegro. Tijdens dit duel gaf Frankowski drie gele kaarten.
In april 2024 werd hij gekozen als een van de videoscheidsrechters die actief zouden zijn op het EK 2024 in Duitsland.

## Interlands
| Datum             | Plaats                  | Wedstrijd                       | Uitslag | Competitie             | Kreeg geel | Kreeg voor de tweede keer geel en dus rood | Weggestuurd |
| ----------------- | ----------------------- | ------------------------------- | ------- | ---------------------- | ---------- | ------------------------------------------ | ----------- |
| 23 mei 2014       | Senec, Slowakije        | Slowakije – Montenegro          | 2 – 0   | Vriendschappelijk      | 3          | 0                                          | 0           |
| 14 november 2014  | Toyota, Japan           | Japan – Honduras                | 6 – 0   | Vriendschappelijk      | 5          | 0                                          | 0           |
| 7 februari 2015   | Aksu, Turkije           | Bulgarije – Roemenië            | 0 – 0   | Vriendschappelijk      | 7          | 0                                          | 0           |
| 3 juni 2016       | Toyota, Japan           | Japan – Bulgarije               | 7 – 2   | Vriendschappelijk      | 3          | 0                                          | 0           |
| 9 juni 2017       | Rotterdam, Nederland    | Nederland – Luxemburg           | 5 – 0   | WK 2018 kwalificatie   | 5          | 0                                          | 0           |
| 31 mei 2018       | Trnava, Slowakije       | Slowakije - Nederland           | 1 – 1   | Vriendschappelijk      | 1          | 0                                          | 0           |
| 17 november 2018  | Ta' Qali, Malta         | Malta – Kosovo                  | 0 – 5   | Nations League 2018/19 | 3          | 0                                          | 0           |
| 11 juni 2019      | Nur-Sultan, Kazachstan  | Kazachstan – San Marino         | 4 – 0   | EK 2020 kwalificatie   | 4          | 0                                          | 0           |
| 7 september 2020  | Belfast, Noord-Ierland  | Noord-Ierland – Noorwegen       | 1 – 5   | Nations League 2020/21 | 3          | 0                                          | 0           |
| 14 oktober 2020   | Skopje, Noord-Macedonië | Noord-Macedonië – Georgië       | 1 – 1   | Nations League 2020/21 | 3          | 0                                          | 1           |
| 15 november 2020  | Ljubljana, Slovenië     | Slovenië – Kosovo               | 2 – 1   | Nations League 2020/21 | 6          | 0                                          | 0           |
| 4 september 2021  | Bratislava, Slowakije   | Slowakije – Kroatië             | 0 – 1   | WK 2022 kwalificatie   | 3          | 0                                          | 0           |
| 8 oktober 2021    | Vaduz, Liechtenstein    | Liechtenstein – Noord-Macedonië | 0 – 4   | WK 2022 kwalificatie   | 3          | 0                                          | 0           |
| 10 juni 2022      | Kopenhagen, Denemarken  | Denemarken – Kroatië            | 0 – 1   | Nations League 2022/23 | 4          | 0                                          | 0           |
| 24 maart 2023     | Linz, Oostenrijk        | Oostenrijk – Azerbeidzjan       | 4 – 1   | EK 2024 kwalificatie   | 6          | 0                                          | 0           |
| 12 september 2023 | Brussel, België         | België – Estland                | 5 – 0   | EK 2024 kwalificatie   | 2          | 0                                          | 0           |
| 18 november 2023  | Berlijn, Duitsland      | Duitsland – Turkije             | 2 – 3   | EK 2024 kwalificatie   | 3          | 0                                          | 0           |

Laatst bijgewerkt op 22 november 2023.